# جبل طرون
طْرُونْ جبل يقع شمال بلدة ساكب في شمال غرب الأردن، ويعد واحداً من أشهر الجبال في محافظة جرش. يبلغ ارتفاعه عن مستوى سطح البحر 1130 متر.

## الحياة الطبيعية
الجبل محمية طبيعية لأشجار البَلوط، الصنوبر الحلبي، المَلّول، اللزاب، السّرو، القَطْلَب، وغيرها.

## الآثار
يوجد على قمة الجبل خربة أثرية قديمة.